# Salafizm
Salafizm (arab. ‏سلفية‎ salafijja, od salaf, przodkowie) – ruch reformatorski i religijno-polityczny w łonie islamu sunnickiego postulujący odrodzenie islamu przez powrót do jego pierwotnych źródeł, czyli religii przodków.
Za pioniera salafizmu uważa się Ibn Tajmijję, który potępił współczesne mu filozoficzne i sufickie interpretacje islamu, postulując powrót do jego pierwotnej formy, oczyszczonej z późniejszych naleciałości. Termin salafijja odnosi się jednak przede wszystkim do nurtów reformatorskich wewnątrz islamu sunnickiego powstałych w wieku XIX, które nawiązywały do myśli Ibn Tajmijji. Wcześniej jednak jeszcze, bo w wieku XVIII, narodził się postulujący powrót do pierwotnego islamu wahhabizm. Z salafizmu wywodzi się XX-wieczny sunnicki fundamentalizm muzułmański.